# كلارنس وليامز (لاعب كرة قدم أمريكية)
كلارنس وليامز (بالإنجليزية: Clarence Williams)‏ هو لاعب كرة قدم أمريكية أمريكي، ولد في 16 مايو 1977 في ديترويت في الولايات المتحدة.

## وصلات خارجية
- كلارنس وليامز على موقع مرجع كرة القدم المحترفة.كوم (الإنجليزية)